# روينا رافنكلو
روينا رايفنكلو هي إحدى مؤسسي مدرسة هوجوورتس لتعليم فنون السحر والشعوذة الاربعة وهم روينا رافنكلو، جودريك جريفندور، هيلجا هافلباف، سالازار سليذرين ، كانت ساحرة شديدة القوة ومن أعظم وأقوى 4 سحرة في ذلك العصر مع غريفندور وهافلباف و سليذرين ، وهي مالكة تاج رايفنكلو الذي يمنح مالكه الذكاء والحكمة والذي كان أيضاً أحد الهوركروكس الخاصين باللورد فولدمورت ، وهي مؤسسة منزل رايفنكلو وهم الذين يتصفون بالإبداع و الحكمة و الذكاء و سرعة البديهة وحب التعلم والتميز ، وهي والدة هيلينا رايفنكلو التي تُلقب بالسيدة الرمادية .

## حياتها
تميزت روينا رفنكلو بالحكمة والذكاء وسرعه البديهة وقد قامت بصنع تاج رافنكلو الذي يمنح الذي يرتديه الذكاء والحكمة.
كان لروينا ابنه اسمها هيلينا رافنكلو وعرفت لاحقاً بعد موتها بالسيدة الرمادية، كانت هيلينا تشعر بالغيرة من ذكاء والدتها لذلك قامت بسرقة تاج رافنكلو والهروب . ولشعور روينا بالعار لم تخبر أحداً ولا حتى بقية مؤسسي المدرسة ولكنها طلبت من البارون الدموي اللحاق بابنتها وإعادتها مع التاج وبالفعل سافر البارون الدموي بحثاً عن هيلينا حتى عثر عليها في إحدى الغابات وطلب منها العودة لكنها رفضت بشكل قاطع وفي ثورة غضب قام البارون الدموي بطعنها وقتلها . لكنه شعر بعد ذلك بالندم الشديد لما فعله لذلك قرر الانتحار وبالفعل قام بقتل نفسه في نفس الوقت وهكذا أصبح لاحقاً شبح منزل سليذرين .

## منزلها في مدرسة هوجوورتس
عند إنشاء مدرسة هوجوورتس للسحر قام مؤسسوها الأربعة بتقسيم المدرسة إلى أربعة منازل تحمل أسماءهم وهي هافلباف، جريفندور، سليذرين و رافنكلو وقد اختار كل مؤسس صفات معينة تمكن التلميذ من الالتحاق بمنزل من المنازل الأربعة.
```
و نسبةً لذكاء روينا فقد اختارت أن يتميز الطلاب الذين يلتحقون بمنزلها بالذكاء والدهاء وسرعة البديهة .
```

## وفاتها
و قيل أنه من شدة حزن روينا على ابنتها فقد كانت أول من فارق الحياة من بين مؤسسي هوجوورتس الأربعة .